# &Z
「&Z」（アンドジー）は、SawanoHiroyuki[nZk]の2枚目のシングル。2015年2月4日にDefSTAR Recordsから発売された。

## 概要
劇伴作家の澤野弘之によるボーカルプロジェクトSawanoHiroyuki[nZk]の第3弾。表題曲は、澤野が前期に引き続き音楽を担当しているテレビアニメ『アルドノア・ゼロ』の後期オープニングテーマに起用され、前作「A/Z｜aLIEz」同様、イツエのmizukiをゲストボーカルに迎えた。
表題曲についてmizukiは、「日本語と英語の構成にあたり、言葉のかっこよさや高音のきれいさなどを出すことに苦労した」という。
また、2曲目に収録されている「0.vers」は、『アルドノア・ゼロ』のサウンドトラックに収録されている楽曲のボーカルヴァージョン、3曲目の「No differences」と4曲目の「aLIEz」は、アレンジヴァージョンとなっている。

## 収録曲

### CD
1. &Z [4:40]
  - テレビアニメ『アルドノア・ゼロ』後期オープニングテーマ

作詞：澤野弘之・mpi、作曲・編曲：澤野弘之
2. 0.vers [5:28]
作詞：cAnON.、作曲・編曲：澤野弘之
3. No differences [nZk ver.] [4:38]
作詞：mpi、作曲・編曲：澤野弘之
4. aLIEz[mZk ver.] [4:02]
作詞・作曲・編曲：澤野弘之
5. &Z（TV size） [1:32]
6. &Z（TV side -English ver.-） [1:32]
7. &Z（instrumental） [4:40]

### DVD（期間生産限定盤のみ）
1. 「aLIEz」MUSIC VIDEO（アルドノア・ゼロ ver.）